# Sykt lykkelig
Sykt lykkelig é um filme norueguês  de comédia dramática de 2010 dirigido e escrito por Anne Sewitsky. Foi selecionado como representante da Noruega à edição do Oscar 2011, organizada pela Academia de Artes e Ciências Cinematográficas.

## Elenco
- Agnes Kittelsen - Kaja
- Henrik Rafaelsen - Sigve
- Joachim Rafaelsen - Eirik
- Maibritt Saerens - Elisabeth
- Oskar Hernæs Brandsø - Theodor
- Ram Shihab Ebedy - Noa
- Heine Totland - Dirigente